# Широкоис (Мокшанский район)
Широкоис — село в Мокшанском районе Пензенской области. Административный центр Широкоисского сельсовета.

## География
Находится в северной части Пензенской области на расстоянии приблизительно 26 км на запад от районного центра посёлка Мокшан.

## История
Основано в начале 20 века как посёлок, в 1910 году — 7 дворов. Названо по местной речке. С 1929 года — центральная усадьба совхоза имени ОГПУ. В 1960-х годах — центральная усадьба совхоза «Восток». В 2004 году — 510 хозяйств
.

## Население
| 1910 | 1926 | 1930 | 1939 | 1959 | 1979  | 1989 |
| ---- | ---- | ---- | ---- | ---- | ----- | ---- |
| 53   | ↗201 | ↗212 | ↗257 | ↘217 | ↗1024 | ↘935 |
| 1996 | 2002 | 2010 |      |      |       |      |
| ↘823 | ↘700 | ↘532 |      |      |       |      |